# 川口淳 (小惑星)
川口淳（かわぐちじゅん、8911 Kawaguchijun）は、小惑星帯に位置する小惑星。
1995年12月、群馬県大泉町のアマチュア天文家、小林隆男が発見した。

## 名称
宇宙工学者の川口淳一郎（1955年生まれ）に因み、2003年5月1日の小惑星回報で命名が公表された。この名は並木光男が提案したものである。
川口は、2003年5月9日に打ち上げられた小惑星探査機「はやぶさ」（MUSES-C、2010年6月13日帰還）のプロジェクトマネージャーである。2003年5月の小惑星回報では、「はやぶさ」に関わった人物に因む以下の命名が同時に行われている。
- (8906) Yano（矢野創）
- (8907) Takaji（加藤隆二）
- (8909) Ohnishitaka（大西隆史）
- (8912) Ohshimatake（大島武）
- (8915) Sawaishujiro（澤井秀次郎）
- (8923) Yamakawa（山川宏）

## 註
1. ↑  MPC 48389（2003年5月1日）
2. ↑  小惑星01 - 太田宇宙の会ウェブサイト